# Coroação do faraó
A coroação era um ritual extremamente importante na história do Antigo Egito, envolvendo a mudança de poder e governo entre dois faraós sucessores. A ascensão ao trono era celebrada em várias cerimônias, ritos e festas.

## Origens

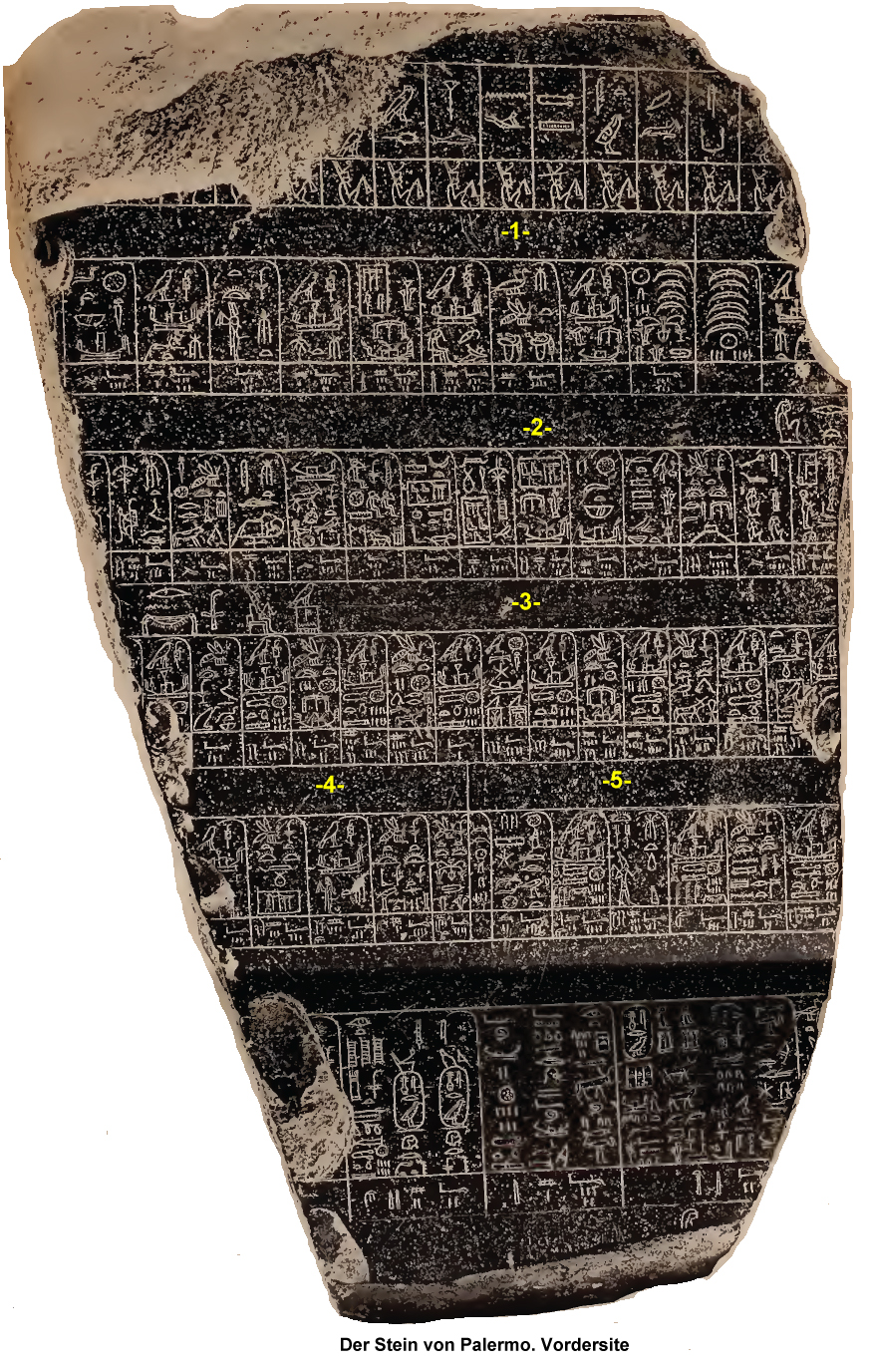
A pedra de Palermo

A festa da coroação não era um evento, mas sim um processo duradouro, incluindo vários festivais, ritos e cerimônias que duravam até um ano inteiro. Por essa razão, os egiptólogos hoje descrevem o ano em que um novo faraó ascendia o poder como o "ano da coroação".
As primeiras representações de ritos e cerimônias relativas à ascensão ao trono podem ser encontradas em objetos do reinado pré-dinástico do faraó Escorpião II, por volta de 3100 a.C. Nessa época, a mudança entre governantes pode ter sido marcada por guerras e invasões de proto-reinos egípcios vizinhos. Isso é semelhante à ação militar tomada pelos inimigos do Egito no período posterior: por exemplo, ao ouvir a notícia da morte de Hatshepsut, o rei de Cades avançou com seu exército para Megido na esperança de que Tutemés III não estivesse em posição de responder. A partir do rei Narmer (fundador da I dinastia), as guerras entre os proto-reinos egípcios podem ter sido substituídos por cerimônias e festivais simbólicos.
As fontes mais importantes de informação sobre ascensões ao trono e cerimônias de coroação são as inscrições da pedra de Palermo, uma placa de pedra de basalto preto que lista os reis da I dinastia até o rei Neferircaré, terceiro faraó da V dinastia. A pedra também registra vários eventos durante o reinado de um faraó, como a criação de estátuas, fundações de cidades e domínios, a contagem de gado e festas religiosas, como o festival Sed. Ela também apresenta a data exata da ascensão de um governante ao trono. Esse primeiro ano, chamado de o "ano da coroação", não era contado na contagem do ano de reinado de um rei, e a pedra menciona apenas as cerimônias mais importantes que ocorreram neste ano.

## Cerimônias
Como já mencionado, a coroação incluía vários festivais, ritos e cerimônias de longa duração que o rei tinha que celebrar primeiro, antes de poder usar a(s) coroa(s) do Egito. A seguir são descritas as cerimônias mais importantes:
Unificação do Alto e Baixo Egito

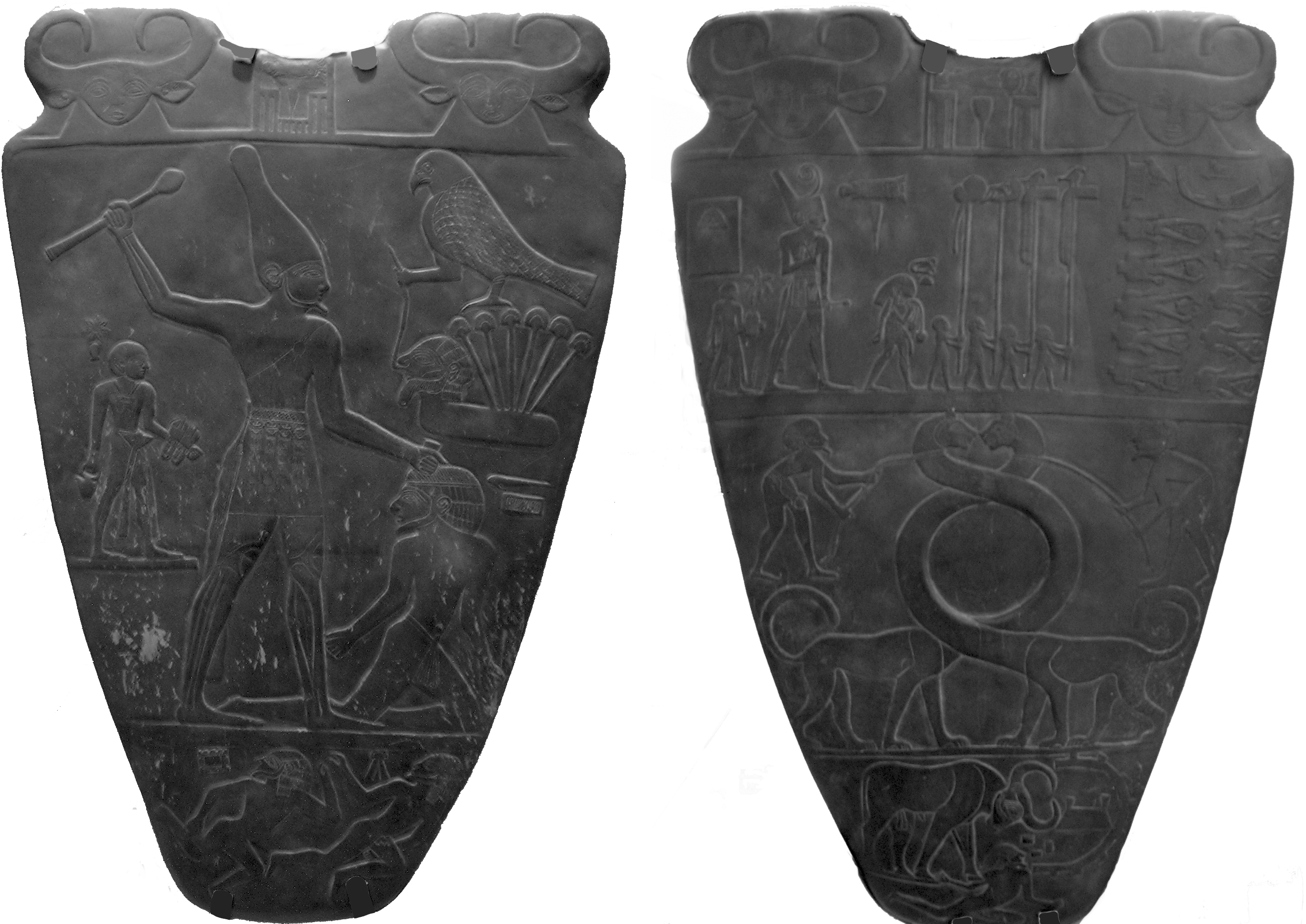
A Paleta de Narmer, mostrando Narmer atacando um inimigo e, no verso, os dois serpopardos.

A "unificação do Alto e Baixo Egito" pode ter sido conectada com o tradicional "ataque ao inimigo" nos tempos pré-dinásticos, um ritual no qual o líder do reino derrotado era morto com uma maça cerimonial pelo rei vitorioso. A representação mais famosa desse ritual pode ser vista na paleta cerimonial do rei Narmer. No reverso da paleta, elementos mitológicos e simbólicos foram adicionados a esta imagem: os dois serpopardos (leopardos com pescoços anormalmente alongados) com pescoços entrelaçados podem simbolizar uma unificação mais pacífica do Alto e Baixo Egito. Outra representação simbólica da festa da unificação aparece em um relevo do trono que data do reinado de Sesóstris I, segundo faraó da XII dinastia. Ela mostra as divindades Hórus e Seth envolvendo uma haste de papiro e um caule de lótus ao redor de uma traqueia terminando em um pilar djed, um ato que representa a unificação duradoura das duas terras sob Sesóstris I.
Circumambulação das Muralhas Brancas
A cerimônia da "circumambulação das Muralhas Brancas" é conhecida pelas inscrições na pedra de Palermo. Segundo as lendas, as "Muralhas Brancas", em egípcio Ineb Hedj, hoje Mênfis, foram erguidas pelo mítico rei Menés como sede central do governo do Egito. A circumambulação dos muros de Mênfis, celebrada com uma procissão ritual ao redor da cidade, era realizada para fortalecer o direito do rei ao trono e sua reivindicação à cidade como sua nova sede de poder.
Aparição do rei
A festa "aparição do rei" é igualmente conhecida por inscrições na pedra de Palermo. Esta festa era realizada imediatamente após a coroação, como uma confirmação do direito dele de governar. Após o fim do ano da coroação, a festa era celebrada a cada dois anos. Fontes egípcias muito posteriores revelam que esta celebração compreendia três etapas: primeiro era o "aparecimento do Rei do Alto Egito", khaj-nisut em egípcio, depois vinha o "aparecimento do rei do Baixo Egito", em egípcio khaj-bitj, e finalmente o "aparecimento do rei do Alto e Baixo Egito", khaj-nisut-bitj. A primeira menção conhecida desta festa remonta ao rei Djoser, primeiro faraó da III dinastia.
Festival Sed

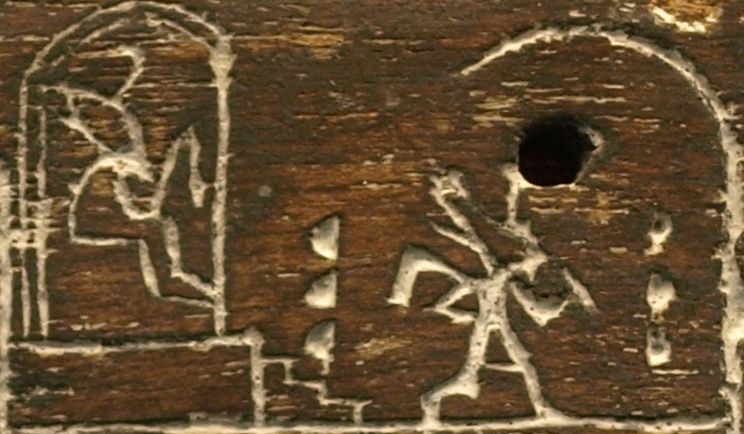
Fragmento em ébano do ano de Den. O registro superior retrata o rei correndo em seu festival heb-sed, bem como sentado em um trono

Uma das celebrações mais importantes do Egito Antigo ligada ao tempo de um rei no trono era o festival Sed, o heb-sed. Ele incluía muitos rituais complexos, que não são totalmente compreendidos até hoje e que raramente são retratados. A primeira celebração da festa foi realizada durante o ano da coroação. Depois disso, a próxima celebração foi realizada no 30º ano do faraó no trono, e o festival Sed foi assim nomeado pelos gregos antigos como Triakontaeteris, que significa "jubileu de 30 anos". Após esse jubileu, a festa Sed era normalmente celebrada a cada três anos, embora essa regra tenha sido quebrada por vários faraós, em particular Ramessés II, que celebrou um total de 14 festivais de Sed em 64 anos no trono. Os primeiros governantes dinásticos, para os quais pelo menos uma festa Sed é arqueologicamente atestada, incluem Narmer, Den, Qaa, Ninetjer e possivelmente Uajenés. Representações raras de ritos associados ao festival vêm de relevos do Império Antigo encontrados em galerias sob a pirâmide de degraus de Djoser em Sacará, bem como de Dachur, datados do reinado de Seneferu (o fundador da IV dinastia).
Alguns reis simplesmente alegaram ter celebrado um festival Sed, apesar das evidências arqueológicas provarem que não governaram por 30 anos. Tais faraós incluem Anedjibe (na I dinastia) e Aquenáton, na XVIII dinastia.
Festival de Socáris
O "festival de Socáris" é – ao lado do festival Sed – uma das celebrações mais antigas. Ele já é mencionado em artefatos pré-dinásticos e frequentemente mencionado em fragmentos de marfim pertencentes aos reis Escorpião II, Narmer, Atótis e Djer. As primeiras formas desta festa incluíam a criação de um barco a remo cerimonial com uma imagem de culto do deus Socáris. O barco era então puxado pelo rei para um lago sagrado ou para o Nilo. Outro ritual era a ereção de um pilar djed ricamente carregado. Antigamente, a festa era celebrada durante a coroação, na tentativa de marcar a morte (física ou simbólica) do predecessor. A partir da II dinastia, o festival de Socáris era repetido a cada seis anos, e a quinta celebração coincidia com o festival Sed. Até onde se sabe, a cerimônia do festival de Socáris estava conectada tanto à coroação de um novo rei quanto à fundação de seu futuro túmulo. Socáris era o deus do submundo e um dos guardiões sagrados dos cemitérios reais.
Amamentação do jovem rei
Esta cerimônia foi criada durante a VI dinastia, sob o rei Pepi II, que ascendeu ao trono aos 6 anos. A "amamentação do jovem rei" nunca foi realizada na prática, mas sim representada por meio de pequenas figuras que retratavam o rei como uma criança nua, sentada no colo da deusa Ísis, sendo amamentado por ela. Essa representação pode ter sido criada para ostentar a natureza divina do faraó. O rei amamentado por Ísis pode ter inspirado artistas cristãos posteriores a criarem a Madona e retratos de crianças. Imagens faraônicas posteriores mostram o rei quando jovem sendo amamentado pela árvore sagrada Imat.

## Direitos do trono

### Direitos de herança
O direito ao trono do Egito era normalmente herdado por filiação direta, sendo o filho mais velho o herdeiro do pai. Ocasionalmente, o trono era herdado entre irmãos, por exemplo, de Jedefré para Cafré. Vale a pena mencionar um possível caso de sucessão pacífica do trono por meio de negociação interfamiliar que pode ter acontecido no final do governo de Ninetjer. Como possivelmente decidiu separar o Alto e o Baixo Egito, ele pode ter escolhido dois de seus filhos ao mesmo tempo para governar as duas terras. Um exemplo posterior, nomeadamente o de Sauré e Neferircaré, pode fornecer um caso de problemas dinásticos entre duas casas reais separadas, mas relacionadas. É possível que um dos filhos de Sauré, Sisires, tenha tentado suceder seu sobrinho Neferefré no trono após este último morrer inesperadamente. É provável que isso tenha criado uma rivalidade dinástica, já que Niusserré, filho de Neferefré, finalmente assumiu o trono apenas alguns meses depois. O trono também poderia ser obtido por casamento, caso o único herdeiro vivo fosse uma mulher, como pode ter sido o caso de Seneferu a Cufu.

### Eleição
Nesse contexto, egiptólogos como Sue D'Auria, Rainer Stadelmann e Silke Roth apontam para um problema amplamente ignorado pela maioria dos estudiosos: demonstrou-se que houve príncipes herdeiros, especialmente durante o período do Império Antigo, que detinham os mais altos títulos honorários e funcionais imagináveis em suas vidas, mas nunca se tornaram reis, apesar do fato de terem sobrevivido definitivamente aos seus pais governantes. Entre os príncipes herdeiros conhecidos estão: Nefermaate, Raotepe (ambos sob o reinado de Seneferu), Kawab e Khufukhaf I (príncipes herdeiros de Cufu), Setka (príncipe herdeiro de Jedefré) e, possivelmente, Kanefer. O famoso vizir Imotepe, que ocupou o cargo sob o rei Djoser, foi até intitulado "gêmeo do rei", mas Djoser foi sucedido por Sequenquete ou Sanaquete, não por Imotepe. Isso leva à questão sobre o que exatamente aconteceu durante a eleição do próximo sucessor do trono e quem da família real tinha permissão para levantar quaisquer reivindicações de herança. Também permanece obscuro quem da família real tinha permissão para votar no sucessor do trono. Os detalhes exatos do processo de eleição são desconhecidos, porque eles nunca foram escritos. Assim, nenhum documento contemporâneo explica sob quais condições um príncipe herdeiro recebeu direitos de herança e por que tantos príncipes herdeiros nunca foram coroados.
Rainer Stadelmann aponta para uma sociedade antiga dentro da elite egípcia, que existia já na época pré-dinástica: os "Dez Grandes do Alto Egito/Baixo Egito". Essas duas sociedades consistiam de vinte oficiais de elite de origem desconhecida, que possivelmente eram responsáveis pela solução de qualquer problema político e dinástico. Stadelmann explica que a maioria dos cargos tradicionais conhecidos eram descritos em suas missões e funções, exceto o cargo "Um dos Dez Grandes de...". E, no entanto, esse mesmo título parecia ter sido um dos mais respeitados e desejados, pois apenas oficiais com muitos títulos honorários o portavam (por exemplo, Hesi-Rá). Por essa razão, Stadelmann e D'Auria acreditam que os "Dez Grandes" consistiam em algum tipo de tribunal real de justiça.